# Sahana
Sahana est un logiciel libre et open source de gestion des situations d'urgence et de catastrophes, dont le nom veut dire "soulagement" en cingalais.
Créé en 2004 dans le cadre des efforts de sauvetage au  Sri Lanka à la suite du séisme de l'océan Indien et du tsunami qui a suivi, il a depuis été déployé pour la coordination de plus d'une vingtaine d'actions de secours de grande ampleur à travers le monde, comme le séisme de Java de mai 2006 ou le typhon Yolanda aux Philippines en 2013.  
Le logiciel est maintenu et développé par la Sahana Software Foundation, organisation à but non lucratif.   Le système peut être téléchargé gratuitement et personnalisé. C'est un logiciel libre distribué selon les termes de la licence GNU LGPL. 

## Historique
Le logiciel a été initialement conçu pour coordonner les secours qui ont suivi la catastrophe du séisme et du tsunami de l'océan Indien du 26 décembre 2004. Il a été mis au point par une communauté de volontaires coordonnés par LSF(Lanka Software Foundation) et déployée au sein du  Centre pour les Agences Humanitaires (CHA) du  Centre National des Opérations (CNO) du gouvernement du Sri Lanka.   
Vu le succès initial cette application et de la nécessité impérieuse de disposer des solutions de gestion de catastrophes, l'Agence Suédoise du Développement International (ASDI) a financé une seconde phase à travers LSF, dans le but de généraliser l'application à une utilisation globale dans des catastrophes de grande échelle, avec l'appui d'une centaine de volontaires.  
En 2009, LSF a transféré à Sahana Software Foundation, une organisation à but non lucratif établie en Californie, la propriété intellectuelle, la maintenance et le développement de Sahana.    

## Fonctions et caractéristiques
Sahana est un logiciel collaboratif sous forme de portail web, conçu autour de trois produits,.  
Sahana Eden est axé sur la gestion de l'aide humanitaire.  Il permet les activités suivantes : 
- enregistrer les organisations intervenantes, afin d'en faciliter la coordination
- enregistrer les volontaires et secouristes, et leurs compétences
- gérer les stocks et les équipements
- gérer les demandes d'aide et les actions de secours
- gérer les refuges et enregistrer les personnes prises en charge
- collecter et analyser les évaluations de situation
- visualiser les données  géographiquement
- concevoir des scénarios et suivre les événements

Sahana Vesuvius est orienté vers la préparation et la réponse aux catastrophes pour la communauté médicale:  
- enregistrer les personnes disparues
- soutenir le triage médical des victimes

Les anciens produits, dont Krakatoa,  le descendant direct de la version de Sahana mises en œuvre en 2004.